# Zachvatkinibates maritimus
Zachvatkinibates maritimus är en kvalsterart som beskrevs av Shaldybina 1973. Zachvatkinibates maritimus ingår i släktet Zachvatkinibates och familjen Punctoribatidae. Inga underarter finns listade i Catalogue of Life.